# La Y Griega, Michoacán de Ocampo
La Y Griega är en ort i Mexiko.   Den ligger i kommunen Zitácuaro och delstaten Michoacán de Ocampo, i den södra delen av landet, 130 km väster om huvudstaden Mexico City. La Y Griega ligger 1 727 meter över havet och antalet invånare är 392.
Terrängen runt La Y Griega är lite bergig, och sluttar västerut. Runt La Y Griega är det tätbefolkat, med 319 invånare per kvadratkilometer. Närmaste större samhälle är Heróica Zitácuaro, 8,5 km nordost om La Y Griega. I omgivningarna runt La Y Griega växer huvudsakligen savannskog.